# 90125
90125 je jedenácté a nejúspěšnější studiové album anglické art rockové skupiny Yes, vydané v roce 1983. Na albu znovu hraje i původní klávesista Tony Kaye, který se skupinou od roku 1971 nehrál. Název je odvozen od katalogového čísla nahrávací společnosti Atco Records.

## Seznam skladeb

### Strana 1
1. "Owner of a Lonely Heart" (Anderson/Horn/Rabin/Squire) – 4:29
2. "Hold On" (Anderson/Rabin/Squire) – 5:16
3. "It Can Happen" (Anderson/Rabin/Squire) – 5:29
4. "Changes" (Anderson/Rabin/White) – 6:20

### Strana 2
1. "Cinema" (Kaye/Rabin/Squire/White) – 2:08
2. "Leave It" (Horn/Rabin/Squire) – 4:14
3. "Our Song" (Anderson/Kaye/Rabin/Squire/White) – 4:18
4. "City of Love" (Anderson/Rabin) – 4:51
5. "Hearts" (Anderson/Kaye/Rabin/Squire/White) – 7:39

## Sestava
- Jon Anderson – zpěv
- Tony Kaye – klávesy
- Trevor Rabin – kytara, klávesy, doprovodný zpěv
- Chris Squire – baskytara, doprovodný zpěv
- Alan White – bicí, perkuse, doprovodný zpěv